# Масове вбивство в школі імені Владислава Рибникара
Масове вбивство в школі імені Владислава Рибникара — акт насильства, що стався 3 травня 2023 року о 8:30 за місцевим часом. Стрілець відкрив вогонь по учнях і співробітниках початкової школи ім. Владислава Рибникара в муніципалітеті Врачар у Белграді, Сербія, вбивши десять людей (дев'ять учнів і охоронця) і поранивши ще шістьох (п'яти учнів і вчителя). Невдовзі поліція заарештувала ймовірного стрілка. Ним виявився 13-річний школяр; оскільки йому не виповнилося 14 років, він не може бути притягнутий до кримінальної відповідальності за сербським законодавством. Школяр використовував два пістолети, які на законних підставах належать його батькові.
Стрілянина сталася за день до не пов'язаних між собою перестрілок у Младеноваці, муніципалітеті Белграда, та його околицях.

## Передумови
У Сербії суворе законодавство щодо зброї, але вона має один з найвищих у світі показників володіння зброєю на душу населення. У 2021 році, коли на 100 осіб припадало 39 одиниць приватної зброї, Сербія посіла третє місце у світі за цим показником, поступившись лише Сполученим Штатам та Ємену. Поряд з культурою володіння зброєю і багатьма домогосподарствами, що зберігають військові трофеї часів воєн 20-го століття, нелегальна зброя набула значного поширення в деяких країнах регіону після югославських воєн у 1990-х роках.
Масові стрілянини в Сербії, як і в більшості країн Південно-Східної Європи, трапляються рідко. У 21 столітті відбулося три масові інциденти: вбивства в Жабуковаці у 2007 році, під час яких було вбито дев'ять і поранено п'ять осіб, стрілянина у Великій Іванчі у 2013 році, під час якої було вбито 14 осіб, і стрілянина в Житіште у 2016 році, під час якої було вбито п'ять і поранено 22 людини. У 2019 році у Великій Плані була спроба стрілянини в школі, але нападника зупинили, випустивши дві кулі в стелю. Жодна з цих стрілянин чи спроб стрілянини не була скоєна за участю дитини.

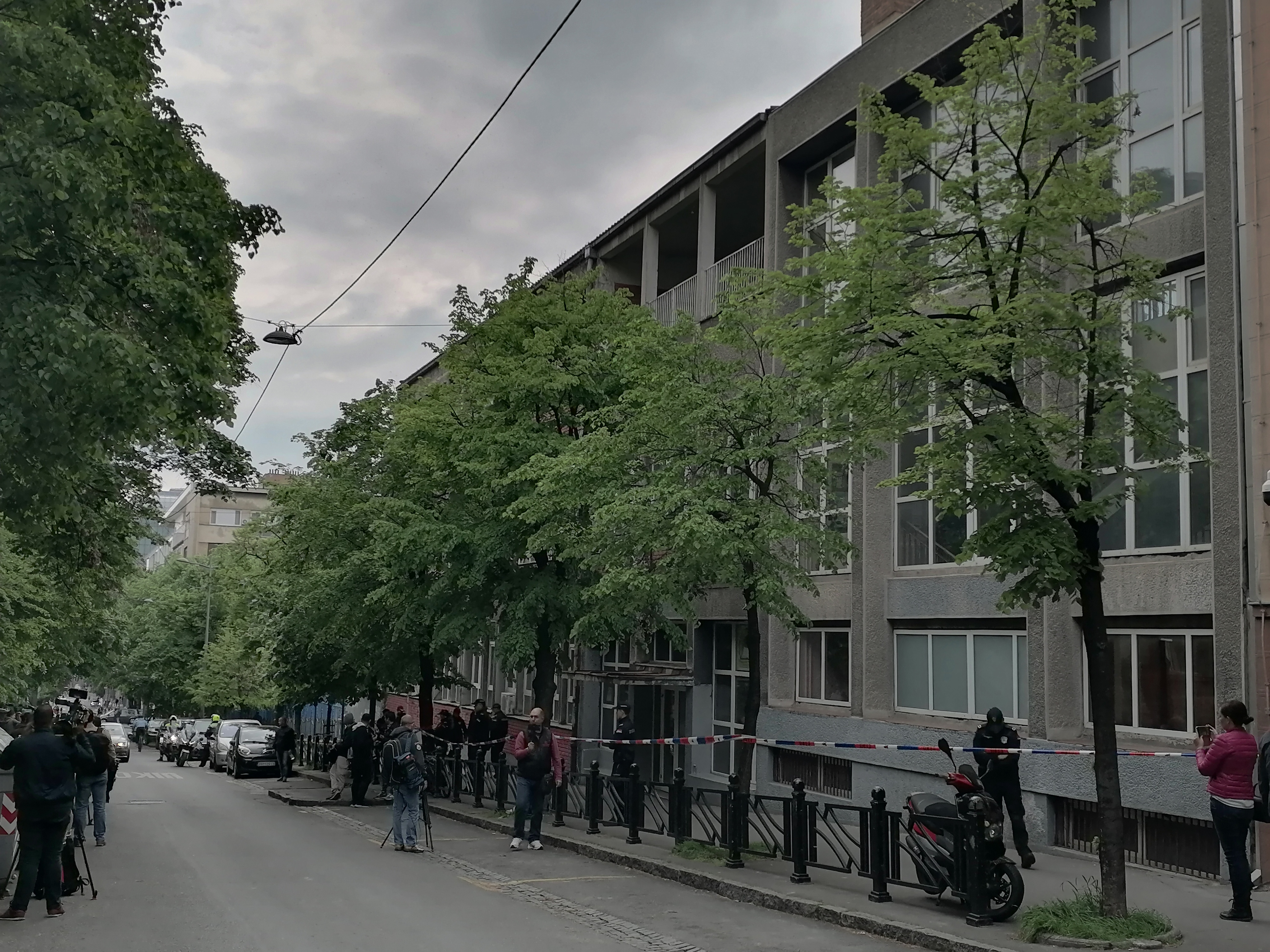
Фото школи імені Владислава Рибникара після стрілянини 3 травня

Стрілянина почалася близько 8:30 за центральноєвропейським часом 3 травня 2023 року. За даними Міністерства внутрішніх справ, увійшовши до початкової школи імені Владислава Рибникара, ймовірний стрілець, 13-річний учень, одразу ж дістав із сумки пістолет і вистрілив у охоронця, а потім у спостерігачів, яких він бачив у коридорі, перезаряджаючи пістолет, коли прямував до класу історії. Увійшовши до класу історії, стрілець спочатку вистрілив у вчителя, а потім навмання вистрілив в інших учнів. Стрілець вибіг через коридор на подвір'я, де о 8:42 звернувся до поліції, повідомило міністерство на прес-конференції. У стрільця було два пістолети: CZ-75 Shadow 2 і Ruger Standard .22 LR. Після стрілянини вулиця Нєгошева була перекрита.

## Жертви
В результаті стрілянини загинули вісім учнів — сім дівчат і один хлопець — і охоронець. Один із загиблих учнів був громадянином Франції, згідно з повідомленням Міністерства закордонних справ Франції.
Крім того, поранення отримали шестеро студентів і викладач. З поранених двоє хлопчиків і одна дівчинка були доставлені до Університетської Дитячої Лікарні. Хлопці отримали вогнепальні поранення нижніх кінцівок, а дівчинка — важку черепно-мозкову травму, її довелося прооперувати. Пізніше повідомлялося, що хлопці та вчителька перебувають у стабільному стані.

## Стрілець
Стрілець здався поліції і був заарештований; незабаром поліція розкрила його ім'я громадськості. Вища прокуратура Белграда описала його як 13-річного школяра. У цьому віці він не може бути притягнутий до кримінальної відповідальності, оскільки закон про неповнолітніх правопорушників і кримінально-правовий захист неповнолітніх встановлює мінімальний вік кримінальної відповідальності у 14 років; справу було передано до Центру соціальної роботи. У рамках шкільної системи дисциплінарне стягнення може призвести щонайбільше до переведення учня до іншої школи відповідно до Закону «Про основи освітньої системи і педагогіки».
Стрілець, як стверджується, використовував два пістолети, які належали його батькові на законних підставах. За даними МВС, він планував стрілянину протягом місяця, в тому числі визначив, в які класи увійти в першу чергу, а також склав список дітей, в яких він хотів би поцілити в першу чергу. Міністерство також повідомило, що ймовірний стрілець тренувався у тирі разом зі своїм батьком. Влада з'ясовує мотив вбивства. Передбачуваний стрілець був описаний як тихий, хороший учень, який нещодавно приєднався до класу. Серед можливих мотивів були названі шкільні знущання і низькі оцінки.
Президент Сербії Александар Вучич повідомив, що ймовірного стрілка помістили в клініку нейропсихіатрії. За словами адвоката батька Ірини Борович, після тесту на наркотики, проведеного Військово-медичною академією, було встановлено, що він не перебував під впливом психоактивних речовин.

## Наслідки

### Арешт батьків
Обох батьків заарештували невдовзі після стрілянини; батька затримали на строк до 48 годин. Слухання справи батька відбулося 5 травня у Вищій державній прокуратурі в Белграді. Під час слухання батько заперечував скоєння злочинів, в той час як Вища прокуратура запропонувала Вищому суду видати наказ про взяття батька під варту.

### Офіційні заходи та громадська скорбота
Пізніше того ж дня Вучич звернувся до громадськості з приводу стрілянини, заявивши, що запропонує уряду нові заходи щодо зброї, включаючи зниження мінімального віку кримінальної відповідальності з 14 до 12 років. Уряд ухвалив політичний алгоритм дій наступного дня.
На прес-конференції міністр освіти Бранко Ружич оголосив про три національні дні жалоби, починаючи з 5 травня, і призупинення занять до кінця дня, а міністр охорони здоров'я Даніка Груїчич повідомила, що Інститут психічного здоров'я активує дві телефонні консультаційні лінії і розширить доступ до особистих консультацій для тих, хто відчуває потребу в психологічній підтримці. Національний театр у Белграді оголосив про призупинення всіх заходів до 7 травня. Вучич також скасував свою присутність на коронації Чарльза III і Камілли в Лондоні; у відповідь Чарльз III висловив свої співчуття.

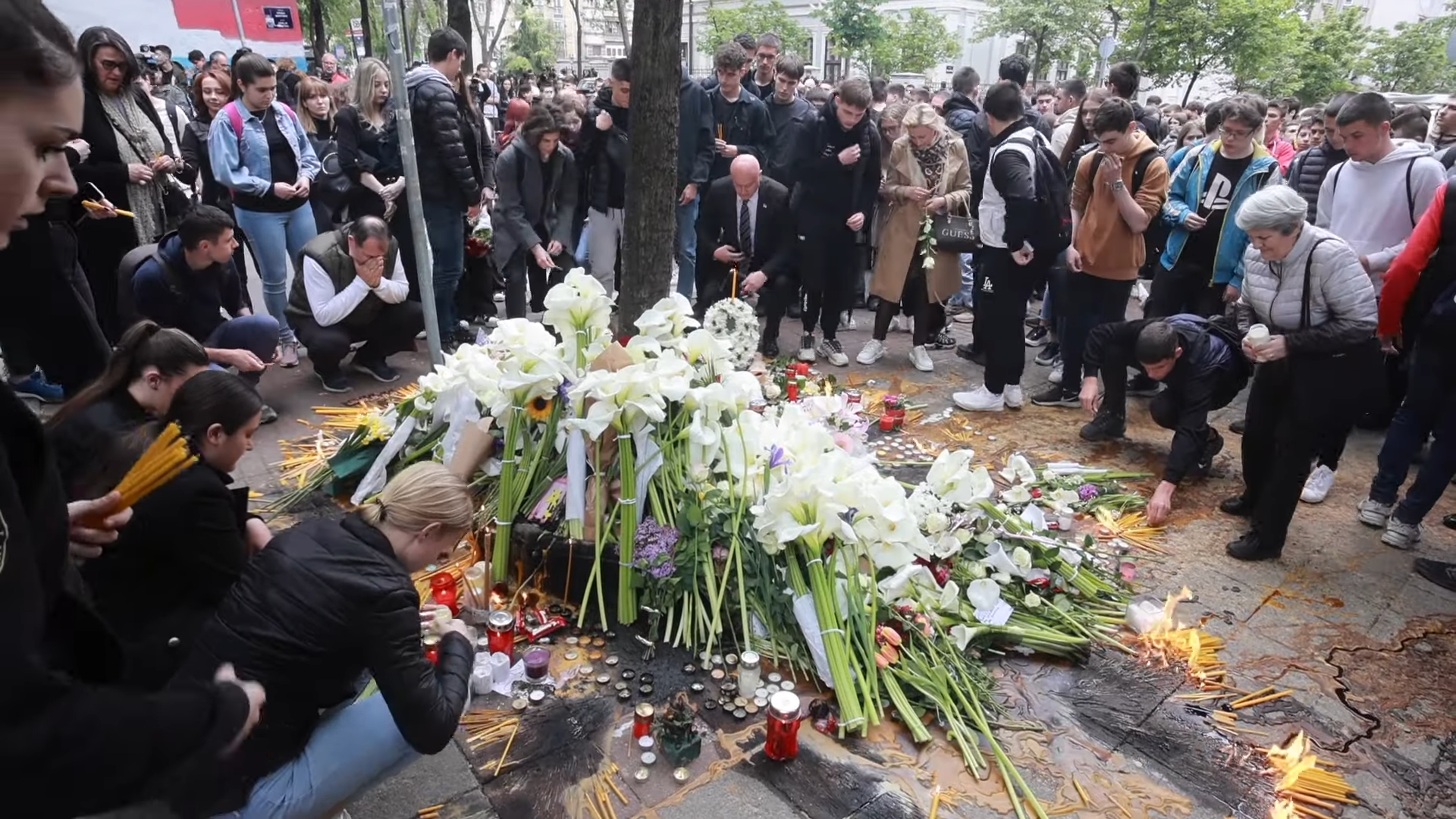
Після стрілянини громадяни зібралися перед початковою школою

Після стрілянини в Інституті переливання крові була організована здача крові для поранених учнів. Сотні громадян, у тому числі батьки учнів початкової школи, зібралися перед школою та навколо неї після стрілянини. Пізніше вони протестували перед будівлями Міністерства охорони здоров'я та Міністерства освіти, де вимагали відставки Ружича. Наступного дня протести стали більш масштабними. Громадяни в таких містах, як Новий Сад, Ниш, Крагуєваць, а також у сусідніх країнах вшанували пам'ять загиблих у день трагедії.

### Реакції
Наступного дня після стрільби у Сербії заборонили видачу нових ліцензій на зброю терміном на два роки та узгодили суворіші перевірки власників зброї.
Представництво ЮНІСЕФ у Сербії заявило, що школа «не є місцем для будь-якого насильства», а Патріарх Сербський Порфирій назвав подію «катастрофою». Рада міністрів Боснії і Герцеговини оголосила 5 травня національним днем жалоби в країні після стрілянини, а уряд Чорногорії оголосив 7 травня національним днем жалоби.
На прес-конференції Ружич заявив, що «раковий, згубний вплив інтернет-відеоігор, так званих західних цінностей, очевидний у цій стрілянині». Опозиційні партії закликали до його відставки через цю заяву, в тому числі Молодіжна ініціатива за права людини, а Незалежна профспілка освітян Сербії оголосила, що призупинить роботу в усіх школах з 4 травня. Профспілка працівників освіти Сербії оголосила, що організовує загальний страйк, починаючи з 5 травня, і закликала уряд «створити умови для нормального і безпечного життя дітей і працівників системи освіти». Колишній міністр освіти Срджан Вербич висловився проти звільнення Ружича, але сказав, що «було б добре для всієї ситуації, якби він запропонував свою відставку як особистий акт», а Младен Шарчевич заявив, що стрілянина «в першу чергу сталася через необережність батьків».
Сербська партія «Клятвенники» зажадала термінового скликання Комітету з питань освіти в парламенті Сербії, а «Рух за відновлення Королівства Сербії» закликав заборонити «всі реаліті-шоу, які прославляють насильство». Мер Белграда Александар Шапіч висловив свої співчуття, додавши, що міська влада «надасть будь-яку допомогу, якої потребують сім'ї».
4 травня на матчі 4-го раунду плей-офф Євроліги в Белграді «Партизан» одягнув повністю чорну форму, щоб вшанувати пам'ять жертв стрілянини.
Сербський актор Жарко Лаушевич написав вірш, присвячений жертвам стрілянини.
Словенський гравець НБА Лука Дончич запропонував оплатити витрати на похорон загиблих, хоча пізніше міська влада Белграда оголосила, що зробить це замість нього.

## Виноски
1. ↑  Щоб володіти зброєю в Сербії, громадяни повинні довести поважну причину для володіння зброєю, таку як постійна загроза життю або законна потреба в полюванні або спортивній стрільбі, а також подати медичний висновок до Міністерства внутрішніх справ Сербії, яке потім доручає особистому лікарю заявника повідомляти про будь-які відповідні зміни в стані його здоров'я[1]. Поліція може заборонити володіння зброєю особі, якщо вважає, що власник може нею зловживати[2]. Відкрите носіння також заборонено, а дозволи на приховане носіння видаються рідко і вимагають доказів загрози життю.
2. ↑  Виключення з початкової школи юридично неможливе[30].